# Harmandiola populea
Harmandiola populea är en tvåvingeart som först beskrevs av Franz Paula von Schrank 1803.  Harmandiola populea ingår i släktet Harmandiola och familjen gallmyggor.
Artens utbredningsområde är Tyskland. Inga underarter finns listade i Catalogue of Life.